# Prazgodovina jugovzhodne Evrope
Prazgodovina jugovzhodne Evrope, opredeljena v grobem kot ozemlje širše jugovzhodne Evrope (vključno z ozemlji sodobnih držav Albanije, Bosne in Hercegovine, Bolgarije, Hrvaške, Cipra, Grčije, Kosova, Moldavije, Črne gore, Severne Makedonije, Romunije, Srbija, Slovenija in evropska Turčija) zajema obdobje od zgornjega paleolitika, začenši s prisotnostjo Homo sapiensa na tem območju približno 44.000 let pr. n. št., do pojava prvih pisnih zapisov v klasični antiki v Grčiji. Prvi zapisan grški jezik je zapisan v linearni pisavi A, ki ji sledi zlogovna linearna pisava B, ki je bila uporabljena za pisanje mikenščine, najzgodnejši izpričani obliki grškega jezika. Pisava je od starogrške abecede starejša za nekaj stoletij. Najstarejše mikensko pisanje sega približno v leto 1400 pred našim štetjem. Izhaja iz starejše linearne pisave A, nedešifrirane starejše pisave, ki se je uporabljala za pisanje minojščine, tako kot poznejša ciprska zlogovna pisava, ki je prav tako zapisovala grščino. Linearna pisava B, ki je bila najdena predvsem v arhivih palač v Knososu, Kidoniji, Pilosu, Tebah in Mikenah, je izginil s padcem mikenske civilizacije med propadom pozne bronaste dobe.
Človeško prazgodovino v jugovzhodni Evropi konvencionalno delimo na manjša obdobja, kot so zgornji paleolitik, holocenski mezolitik/epipaleolitik, neolitska revolucija, širitev Protoindoevropejcev in protozgodovino. Spremembe med temi so postopne. Na primer, odvisno od razlage, bi lahko protozgodovina vključevala bronastodobno Grčijo (3000–1200 pr. n. št.), minojsko, mikensko, tračansko in venetsko kulturo ali pa tudi ne. Po eni od interpretacij zgodovinopisnega kriterija vstopi jugovzhodna Evropa v prazgodovino šele z Homerjem. Vsekakor se obdobje konča pred Herodotom v 5. stoletju pred našim štetjem.

## Paleolitik
(2.600.000 – 13.000 pred sedanjostjo)

### Regionalni prehod v zgornji paleolitik
(2.600.000 – 50.000 pr. n. št.)
Najstarejši dokazi o človeški posesti, odkriti v regiji, v jami Kozarnika (Bolgarija), segajo pred najmanj 1,5 milijona let.
Obstajajo dokazi o prisotnosti človeka v jugovzhodni Evropi od spodnjega paleolitika naprej, vendar je število najdišč omejeno. Po mnenju Douglassa W. Baileyja:
pomembno je priznati, da je bil zgornji paleolitik jugovzhodne Evrope dolgo obdobje, ki je vsebovalo malo pomembnih notranjih sprememb. Tako regionalni prehod ni bil tako dramatičen kot v drugih evropskih regijah. Bistvene spremembe, ki opredeljujejo najzgodnejši pojav Homo sapiens sapiens, so predstavljene v Bacho Kiro 44.000 pr. n. št. Bolgarski ključni paleolitski jami z imenom Bacho Kiro in Temnata Dupka z materialom zgodnjega zgornjega paleolitika nakazujeta, da je bil prehod postopen.
Obdobje paleolitika, dobesedno »starejša kamena doba«, je starodavna kulturna raven človekovega razvoja, za katero je značilna uporaba nebrušenih kamnitih orodij. Prehod iz srednjega v zgornji paleolitik je neposredno povezan z razvojem vedenjske modernosti hominidov okoli 40.000 let pred našim štetjem. Za označevanje velikega pomena in stopnje sprememb ta dramatičen premik iz srednjega v zgornji paleolitik včasih imenujemo revolucija zgornjega paleolitika.
V poznem pleistocenu različne komponente prehodne materialne kulture in okoljske značilnosti (podnebje, rastlinstvo in živalstvo) kažejo na nenehne spremembe, ki se razlikujejo od sodobnih točk v drugih delih Evrope. Zgoraj omenjeni vidiki puščajo nekaj dvoma, da je izraz zgornjepaleolitska revolucija primeren za Balkan.
Na splošno so nenehne evolucijske spremembe prva ključna značilnost prehoda v zgornji paleolitik v regiji. Pojem revolucije zgornjega paleolitika, ki je bil razvit za osrednje evropske regije, za to regijo ni uporaben. Kaj je razlog? Ta posebno pomemben trenutek in njegov izvor opredeljujejo in osvetljujejo druge značilnosti prehoda v višjo staro kameno dobo. Okolje, podnebje, rastlinstvo in živalstvo potrjujejo posledice.
Med zadnjim medledenim obdobjem in najnovejšo poledenitvijo pleistocena (od 131.000 do 12.000 pr. n. št.) se je Evropa zelo razlikovala od regionalne poledenitve. Poledenitve niso prizadele jugovzhodne Evrope v tolikšni meri kot v severnih in osrednjih regijah. Dokazi o gozdu in stepi kažejo, da vpliv ni bil tako drastičen; nekatere vrste rastlinstva in živalstva so preživele samo v tem delu Evrope. Regija je danes še vedno bogata z vrstami, ki so endemične samo za ta del Evrope.
Pojem postopnega prehoda (ali evolucije) najbolje opredeljuje jugovzhodno Evropo od okoli 50.000 pr. n. št. V tem smislu sta se materialna kultura in naravno okolje območja poznega pleistocena in zgodnjega holocena razlikovala od drugih delov Evrope. Douglass W. Bailey piše v Balkan Prehistory: Exclusion, Incorporation and Identity: »Manj dramatične spremembe podnebja, flore in favne so povzročile manj dramatičen prilagodljiv ali reaktiven razvoj materialne kulture.«
Ko govorimo o jugovzhodni Evropi, torej številnih klasičnih pojmovanj in sistematizacij človekovega razvoja v paleolitiku (in potem implicitno v mezolitiku) ne bi smeli šteti za pravilne v vseh primerih. V zvezi s tem se zdi, da odsotnost zgornjepaleolitske jamske umetnosti v regiji ni presenetljiva. Civilizacije razvijajo nove in značilne lastnosti, ko se odzivajo na nove izzive v svojem okolju.

### Zgornji paleolitik
(50.000 – 20.000 pred sedanjostjo)

Leta 2002 so v Jami s kostmi (Peștera cu Oase) v bližini mesta Anina v Romuniji odkrili nekaj najstarejših ostankov modernega človeka (Homo sapiens sapiens) v Evropi. Ostanki (spodnja čeljust) z vzdevkom Janez iz Anine (Ion din Anina) so stari približno 37.800 let.
To so nekateri najstarejši ostanki Homo sapiensa v Evropi, zato verjetno predstavljajo prve take ljudi, ki so vstopili na celino. Po mnenju nekaterih raziskovalcev je posebna zanimivost odkritja v dejstvu, da predstavlja mešanico morfoloških značilnosti arhaičnega, zgodnjega modernega človeka in neandertalca, kar kaže na precejšnjo mešanico neandertalca in sodobnega človeka, kar nakazuje, da so se moderni ljudje ob svojem prihodu v Evropo srečali in križali z neandertalci. Nedavna ponovna analiza nekaterih od teh fosilov je izpodbijala stališče, da ti ostanki predstavljajo dokaz križanja. Druga ekspedicija Erika Trinkausa in Ricarda Rodriga je odkrila nadaljnje fragmente (na primer lobanjo iz leta ~36.000, z vzdevkom Vasile).
Dva človeška fosilna ostanka, najdena v jami Muierii (Peştera Muierilor) in Cioclovina v Romuniji, sta bila radiokarbonsko datirana s tehniko pospeševalne masne spektrometrije na starost ~ 30.000 let pred našim štetjem.
Prve ostanke lobanje, lopatice in golenice je Constantin Nicolaescu-Plopşor našel leta 1952 v Baia de Fier, v jami Muierii v okrožju Gorj v provinci Oltenia.
Leta 1941 so v jami Cioclovina blizu občine Bosorod v okrožju Hunedoara v Transilvaniji našli še eno lobanjo. Antropolog Francisc Rainer in geolog Ion Th. Simionescu, objavil študijo te lobanje.
Fizično analizo teh fosilov sta poleti leta 2000 začela Emilian Alexandrescu, arheolog na Inštitutu za arheologijo Vasile Pârvan v Bukarešti, in Agata Olariu, fizičarka na Inštitutu za fiziko in jedrsko tehniko - Horia Hulubei v Bukarešti, kjer sta vzorca bila odvzeta. En vzorec kosti je bil vzet iz lobanje iz Cioclovine; vzorci so bili vzeti tudi iz ostankov lopatice in golenice iz jame Muierii. Delo so nadaljevali na Univerzi v Lundu, skupina AMS, Göran Skog, Kristina Stenström in Ragnar Hellborg. Vzorci kosti so bili datirani z radiokarbonsko metodo, uporabljeno v sistemu AMS Univerze v Lundu.
Človeški fosilni ostanki iz jame Muierii, Baia de Fier, so bili datirani na 30.150 ± 800 let pred našim štetjem, lobanja iz jame Cioclovina pa je bila datirana na 29.000 ± 700 let pred našim štetjem.

### Mezolitik
(13.000 – 5000 pred sedanjostjo)

Obdobje mezolitika se je začelo ob koncu pleistocenske dobe (10. tisočletje pr. n. št.) in končalo z uvedbo kmetijstva v neolitiku, katerega datum se je v vsaki geografski regiji razlikoval. Douglass W. Bailey pravi:
Enako pomembno je priznati, da je bil balkanski zgornji paleolitik dolgo obdobje z malo bistvenih notranjih sprememb. Mezolitika na Balkanu morda ni bilo iz istih razlogov, zaradi katerih se jamska umetnost in mobilna umetnost nista nikoli pojavili: spremembe podnebja ter flore in favne so bile postopne in ne drastične. (…) Poleg tega je eden od razlogov, zakaj ločenih industrij na Balkanu ne ločimo kot mezolitske ta, da so bile litske industrije zgodnjega holocena zelo trdno povezane s postopoma razvijajočo se poznopaleolitično tradicijo.
Mezolitik je prehodno obdobje med lovsko-nabiralniškim obstojem zgornjega paleolitika ter razvojem poljedelstva in lončarstva v postglacialnem neolitiku. Trajanje klasičnega paleolitika, ki je trajal do pred približno 10.000 leti, velja za jugovzhodno Evropo. Končal se je z mezolitikom (traja dve do štiri tisočletja) ali, kjer je bila značilna zgodnja neolitizacija, z epipaleolitikom.
V regijah z omejenim ledeniškim vplivom (npr. Jugovzhodna Evropa) je izraz epipaleolitik boljši. Regije, ki so v zadnji ledeni dobi doživele manjši vpliv na okolje, imajo veliko manj očitne in enostavne spremembe, občasno pa jih zaznamuje odsotnost najdišč iz mezolitske dobe.
Na Lepenskem Viru obstajajo litični dokazi mezolitske kulture Železnih vrat, ki je znana po zgodnji urbanizaciji. Mezolitska najdišča Železna vrata najdemo v sodobni Srbiji, jugozahodni Romuniji in Črni gori. Na Ostrovul Banului, skalnem zavetišču Cuina Turcului v soteskah Donave in v bližnjih jamah Climente, so najdbe, da so ljudje tistega časa izdelovali razmeroma napredno kostno in litično orodje (tj. strgala, rezila in luske).
Edino najdišče z materiali, povezanimi z mezolitsko dobo v Bolgariji, je Pobiti kamani. V Bolgariji ni bilo najdenih drugih litičnih dokazov o tem obdobju. Med najnovejšim materialom iz zgornjega paleolitika (13.600 pred sedanjostjo v Témnata Dupka) in najzgodnejšimi neolitskimi dokazi, predstavljenimi v Gǎlǎbniku (začetek 7. tisočletja pr. n. št.), je 4000-letna vrzel.
V Odmutu v Črni gori so dokazi o človekovi dejavnosti v obdobju mezolitika. Raziskave tega obdobja so bile dopolnjene z grškimi mezolitskimi najdbami, ki jih dobro predstavljajo najdišča, kot je jama Frachthi. Drugi najdišči sta jama Theopetra in Sesklo v Tesaliji, ki predstavljata srednji in zgornji paleolitik ter zgodnji neolitik. Vendar pa so južna in obmorska najdišča v Grčiji, ki so vsebovala materiale iz mezolitika, manj znana.
Dejavnosti so se začele koncentrirati okoli posameznih lokacij, kjer so ljudje prikazovali osebno in skupinsko identiteto z različnimi dekoracijami: z nošenjem okraskov in poslikavo telesa z oker in hematitom. Glede osebne identitete D. Bailey piše: »Orodja za rezanje kremena ter čas in trud, ki sta bila potrebna za izdelavo takšnih orodij, pričajo o izrazih identitete in bolj prilagodljivih kombinacijah materialov, ki so se začeli uporabljati v poznem zgornjem paleolitiku in mezolitiku.«
Zgoraj omenjeno nam omogoča ugibati, ali je v jugovzhodni Evropi obstajalo obdobje, ki bi ga lahko opisali kot mezolitik, ne pa kot razširjeni zgornji paleolitik. Po drugi strani pa pomanjkanje raziskav v številnih regijah in dejstvo, da je bilo veliko najdišč blizu morske obale (očitno je, da je trenutna gladina morja 100 m višja in da je bilo veliko najdišč pokritih z vodo) pomeni, da bi mezolitsko jugovzhodno Evropo lahko imenovali epipaleolitik jugovzhodne Evrope, kar bi morda bolje opisalo njene postopne spremembe in slabo definiran razvoj.
Relativna klimatska stabilnost v jugovzhodni Evropi v primerjavi s severno in zahodno Evropo je omogočila kontinuirano poselitev jugovzhodne Evrope. Jugovzhodna Evropa je torej morda dejansko delovala kot zatočišče iz ledene dobe, iz katerega je bil velik del Evrope, zlasti vzhodne Evrope, ponovno naseljen.

### Neolitik
Jugovzhodna Evropa je bila kraj velikih neolitskih kultur, med njimi: Butmirska kultura, Vinčanska kultura, Varnska kultura, Karanovska kultura, Hamangijska kultura in Sesklo.
Vinčanska kultura je bila zgodnja kultura jugovzhodne Evrope (med 6. in 3. tisočletjem pr. n. št.), ki se je raztezala okoli toka Donave v Srbiji, na Hrvaškem, v severnih delih Bosne in Hercegovine ter Črne gore, Romunije, Bolgarije in Republike Severne Makedonije, čeprav je sledove najti po vsej jugovzhodni Evropi, delih srednje Evrope in v Mali Aziji.
Varnska nekropola, Bolgarija, je grobišče v zahodni industrijski coni Varne (približno 4 km od središča mesta), ki mednarodno velja za eno ključnih arheoloških najdišč v svetovni prazgodovini. Na mestu so odkrili najstarejši zlati zaklad na svetu, ki sega v obdobje od 4600 pr. n. št. do 4200 pr. n. št.. Zlatnik iz leta 4500 pr. n. št., nedavno odkrit v Durankulaku blizu Varne, je še en pomemben primer.
Kurganizacija vzhodne jugovzhodne Evrope (in kulture Cucuteni-Trypillian, ki meji na sever) je v eneolitiku povezana z zgodnjo ekspanzijo Indoevropejcev.
Neolitske naselbine so opažene tudi v današnji Grčiji, trgovske poti, ki temeljijo na poznem mezolitskem obdobju, obstajajo po vsem Egejskem morju. Nekatera večja naselja neolitske Grčije so Sesklo, Dimini, zgodnji Knosos in Nea Nikomedeia blizu Krya Vrysi.

### Bronasta doba
(3500 – 1100 pr. n. št.)
Bronasto dobo v jugovzhodni Evropi delimo na naslednji način (Boardman, str. 166):
- Zgodnja bronasta doba: 20. do 16. stoletje pr. n. št
- Srednja bronasta doba: 16. do 14. stoletje pred našim štetjem
- Pozna bronasta doba: 14. do 13. stoletje pr. n. št

Bronasta doba se v osrednjem in vzhodnem delu jugovzhodne Evrope začne pozno, okoli leta 1800 pr. n. št. Prehod v železno dobo postopoma nastopi v 13. stoletju pred našim štetjem.
Vzhodnobalkanski kompleks (Karanovo VII, Ezerska kultura) pokriva celotno Trakijo (sodobna Bolgarija). Bronastodobne kulture srednje in zahodne jugovzhodne Evrope so manj jasno razmejene in segajo do Panonije, Karpatov in na Madžarsko.
Minojska civilizacija s sedežem na grškem otoku Kreta postane prva dejanska civilizacija v Evropi.
Kultura mikenske Grčije (1600-1100 pr. n. št.) ponuja prve pisne dokaze o grškem jeziku. Več mikenskih atributov in dosežkov je bilo v kasnejših obdobjih izposojenih ali zelo cenjenih, medtem ko je njihova religija že vključevala več božanstev, ki jih najdemo tudi v olimpskem panteonu. V mikenski Grčiji je prevladovala vojaška elitna družba in je bila sestavljena iz mreže palačnih držav. Sledil je grški temni srednji vek in uvedba železa.

### Železna doba
(1100 pr. n. št. – 150 n. št.)
Po obdobju, ki je sledilo prihodu Dorcev, znanem kot grška temna doba ali submikensko obdobje, se je klasična grška kultura začela razvijati v jugovzhodni Evropi, na Egejskih otokih in v zahodni Mali Aziji v grških kolonijah z začetkom okoli 9. do 8. stoletja (geometrična umetnost) in vrhunec z atensko demokracijo v 5. stoletju pr. n. št. Grki so prvi vzpostavili sistem trgovskih poti v jugovzhodni Evropi in za lažjo trgovino z domorodci med leti 700 pr. n. št. in 300 pr. n. št. ustanovili več kolonij na obali Črnega morja (Pont Euxinus), Mali Aziji, Dalmaciji, itd.
Druge pomembne skupine ljudstev in plemen jugovzhodne Evrope so se organizirale v velike plemenske zveze, kot je traško Odriško kraljestvo na vzhodu jugovzhodne Evrope v 5. stoletju pr. n. št. Do 6. stoletja pred našim štetjem se v grških virih pojavijo prvi pisni viri, ki obravnavajo ozemlje severno od Donave. V tem času so se Geti (in kasneje Daci) odcepili od tračansko govorečega prebivalstva.
Ilirsko kraljestvo na zahodu jugovzhodne Evrope iz zgodnjega 4. stoletja so organizirala ilirska plemena, ki so bila na območju, ki ustreza današnji Črni gori in Albaniji. Ime Illyrii je bilo prvotno uporabljeno za označevanje ljudstva, ki je zasedalo območje s središčem ob Skadrskem jezeru, ki je med Albanijo in Črno goro. Izraz Ilirija so pozneje uporabljali Grki in Rimljani kot generično ime za različna ljudstva znotraj dobro opredeljenega, a veliko večjega območja.
Druge plemenske zveze so obstajale v Dakiji vsaj že v začetku 2. stoletja pr. n. št. pod kraljem Orolesom. V začetku 1. stoletja pred našim štetjem pod vladavino Burebista je Dakija razširila svoje ozemlje iz srednje Evrope v južno Evropo.
Helenistična kultura se je razširila po celotnem Makedonskem imperiju, ki ga je ustvaril Aleksander Veliki od poznejšega 4. stoletja pr. n. št.. Do konca 4. stoletja pred našim štetjem sta grški jezik in kultura prevladovala ne le v jugovzhodni Evropi, ampak tudi po vsem vzhodnem Sredozemlju.